# Franco Mastantuono
Franco Mastantuono (Azul, 14 d'agost de 2007) és un futbolista argentí que juga com a migcampista  al River Plate. És internacional amb la selecció argentina. La temporada 2024-25 és consolidà com a titular i referència creativa del seu equip i despertà l'interès de diversos equips europeus que estaven disposats a pagar la clàusula de 45 millions d'euros pel que es creu que serà el proper talent argentí.
S'unirà al Reial Madrid al finalitzar el mundial de clubs.

## Palmarès
- Supercopa argentina 2023